# Juruasia
- Commons
- Wikispecies

Juruasia Lindau, segundo o Sistema APG II, é um gênero botânico da família Acanthaceae.

## Espécies
Apresenta três espécies:
- Juruasia acuminata
- Juruasia polygonoides
- Juruasia rotundata
- «Lista das espécies»

## Nome e referências
Juruasia Lindau, 1904

## Classificação do gênero
| Sistema | Classificação                       | Referência            |
| ------- | ----------------------------------- | --------------------- |
| APG II  | Ordem Lamiales, família Acanthaceae | APweb, versão 9, 2008 |